# Aega lecontii
Aega lecontii là một loài chân đều trong họ Aegidae. Loài này được Dana miêu tả khoa học năm 1853.